# Christian Baudelot
Christian Baudelot (París, 9 de diciembre de 1938) es un sociólogo francés.

## Trabajo y trayectoria
Especialista en educación y sociología del trabajo, es profesor emérito de sociología del Departamento de Ciencias Sociales en la École Normale Supérieure (Ulm) e investigador del Centro Maurice Halbwachs (CNRS / EHESS / ENS). Exalumno de la École Normale Supérieure de la rue d'Ulm
(1960-1964), es agregado letras clásicas y doctorado en sociología.
Ha publicado, a menudo en colaboración con Roger Establet, una serie de libros que han sido hasta la fecha: La
Escuela capitalista Francia (Maspero, 1971), el nivel sube (Seuil, 1989), Ir Chicas (Seuil, 1992).
En la primera parte de su carrera, él está próximo a la filosofía de Althusser. Su trabajo forma parte del paisaje intelectual marxista de los años sesenta y setenta. Sus primeros trabajos en sociología de la educación han ayudado con los libros de Pierre Bourdieu y Jean-Claude Passeron (Los herederos, 1964
Reproducción, 1970), a romper las desigualdades sociales reproducidas a través del sistema escolar.
De 1968 a 1989 fue profesor en la Escuela Nacional de Estadística y Administración Económica
(ENSAE). Ayuda a difundir la sociología de la cultura a los futuros investigadores sociológicos estadísticos del Instituto
Nacional de Estadística y Estudios Económicos (INSEE), pero sobre todo a construir un enfoque reflexivo en los fundamentos teóricos de la producción de estadísticas en Francia.
En la segunda parte de su trabajo, la ideología marxista se hace menos presente y deja lugar a una sociología Durkhemiana de lucha contra los prejuicios. El nivel sube (con Roger Establet, Seuil, 1989) y, sin embargo, leen  (con María y Christine Cartier Detrez, Seuil, 1999), El suicidio. La otra cara de nuestro mundo (con Roger Establet, Seuil, 2006).

## Publicaciones
- Introducción, edición, traducción y notas: Edward Sapir, Anthropologie, t. 2, París, Éditions de Minuit,"sentido común", 1967
- Roger Establet La escuela capitalista Francia, París, Maspero, 1971.
- Con Roger Establet y Jacques Toises La pequeña burguesía en Francia, París, Maspero, 1974.
- Establet con Roger, la Escuela Primaria División, París, Maspero, 1975.
- Con Roger Establet y Jacques Plazas, ¿Quién trabaja para quién? París, Maspero, 1979.
- Los sueldos en Francia desde 1950 a 1975, París, Cuaderno rectángulo, INSEE, 1979.
- Benoliel en contacto con Roger, y Roger Establet Cukrowicz Hubert, estudiantes, empleo, crisis, París, Maspero, 1981.
- Bajos salarios 1970-1985, París, Archivos y Documentos, N º 25, INSEE, 1981.
- La evolución de los salarios 1970-1975, París, las colecciones de l'INSEE, serie M, No. 102-103, 1983(tesis para el Doctorado de Estado, 1982).
- Establet con Roger, Durkheim y el suicidio, Colección Filosofías, París, PUF, 1984.
- Establet con Roger, el nivel sube, París, Le Seuil, 1989.
- Establet con Roger, Ir Chicas, París, Le Seuil, 1992.
- Establet con Roger, Maurice Halbwachs, Consumo y Sociedad, París, Colección Filosofías, PUF,1994.
- Cartier y Marie Christine Detrez Y, sin embargo, que leen ..., París, Le Seuil, 1999.
- Establet con Roger, tiene 30 años en 1968 y 1998, París, Le Seuil, 2000.
- Michel Gollac, Céline BESSIERE, Isabelle Coutant, Olivier Godechot, Delphine Serre, FrédéricViguier, trabajo para ser feliz? París, Fayard, 2003.
- Roger Establet Suicide, l'envers de notre monde, París, Le Seuil, 2006.
- Establet con Roger, ¿Qué hay de nuevo las niñas? París, Nathan, 2007. (ISBN 978-2092780831)
- Con Olga Baudelot, un paseo de salud, París, stock, 2008. En la presentación de informes sobre la vida de las ideas
- El nivel educativo sube, (con Establet) 1998. Madrid, Morata